# تي مكس
تي مكس (بالإنجليزية: tmux)‏ برنامج وحدة طرفية متعددة مفتوح المصدر لأنظمة التشغيل الشبيهة باليونكس. يسمح بالوصول إلى جلسات طرفية متعددة في وقت واحد في نافذة واحدة. ويعتبر مفيد لتشغيل أكثر من برنامج سطر أوامر في نفس الوقت. يمكن استخدامه أيضًا لفصل العمليات عن طرفية التحكم الخاصة بها، والسماح للجلسات التي تعمل عن بعد بالبقاء نشطة دون أن تكون مرئية.